# Plaza Europea
La plaza Europea (en ucraniano: Європейська Площа) es un espacio público que está situado en el raion (distrito) Shevchenko de Kiev, capital de Ucrania. La plaza Europea se encuentra en lo que se conoce como la Ciudad Vieja (Stare Misto) o la Ciudad Alta. Se ubica en el extremo nororiental de la Jreshchátyk, la calle principal de la ciudad. Otras varias calles se conectan a la plaza como la calle Tryojsvyatýtelska, la calle Volodýmyrskyi y la calle Hrushevsky.
La plaza fue conocida con al menos nueve nombres diferentes durante los últimos doscientos años.